# Feministische Theorien der Internationalen Beziehungen
Feministische Theorien der Internationalen Beziehungen bezeichnen eine Strömung innerhalb der Internationalen Beziehungen (IB), die spezifisch feministische Perspektiven auf Phänomene der Internationalen Politik richtet. In feministischer IB-Theorie werden zum einen die realen Auswirkungen internationaler Politik auf Frauen, zum anderen die Relevanz von bestehenden Geschlechterverhältnissen und Ungleichheitsstrukturen in den Blick genommen, mit dem Anspruch, Theorie und Praxis der IB feministisch zu reformulieren.
Feministische IB-Theorie hat sich vor diesem Hintergrund mit verschiedenen theoretischen Paradigmen der Internationalen Beziehungen, wie etwa mit dem Realismus und Neorealismus, der Internationalen Politischen Ökonomie, dem Konstruktivismus und Poststrukturalismus auseinandergesetzt. Zudem bezieht sich feministische IB-Theorie auf die Konzeptualisierung typischer Begrifflichkeiten der Internationalen Beziehungen und befasst sich beispielsweise mit gängigen Vorstellungen von Akteur und Akteurshandeln oder dem Sicherheitsbegriff. Auf empirischer Ebene fragt feministische IB-Theorie danach, inwieweit in anderen IB-Theorien bestimmte empirische Gegenstände aufgrund einer implizit oder explizit heteronormativen, maskulinistischen Sichtweise systematisch vernachlässigt werden. Epistemologisch fließen Erkenntnisse aus der feministischen Wissenschaftskritik – etwa aus Arbeiten von Sandra Harding oder Donna Haraway – ein. Methodologisch fragt feministische IB-Theorie, inwieweit Methoden der Internationalen Beziehungen zum Ausschluss feministischer Sichtweisen geführt haben, etwa hinsichtlich der Erstellung von Interview-Samples, in der Fragetechnik oder durch Auswertungspraxen. Disziplinspezifisch schließlich beschäftigen sich feministische Autorinnen mit Phänomenen der Diskriminierung von Frauen im Wissenschaftsbetrieb, zumal die IB eine durch männliche Dominanz besonders stark geprägte Subdisziplin der Politikwissenschaft darstellt.
Im historischen Verlauf zeigen sich, ähnlich wie in anderen IB-Theorien, bestimmte 'Konjunkturen', die in diesem Fall eng mit der Theoriebildung in den feministischen Studien verknüpft sind. Arbeiten, die v. a. auf die empirische Ausblendung einer Frauenperspektive hinwiesen, bildeten in den 1980er Jahren den Auftakt für feministische Theoriebildung in den IB. Die epistemologische Auseinandersetzung mit den Grundannahmen des Realismus und Neorealismus – sichtbar insbesondere in der Kontroverse Morgenthau-Tickner – stellt einen weiteren zentralen Baustein dar. Seitdem – speziell im Verlauf der Dritten Debatte' – hat sich das Feld stark ausdifferenziert und wurde insbesondere durch konstruktivistische, poststrukturalistische und z. T. postkoloniale Arbeiten bereichert. Wichtige Vertreterinnen sind Cynthia Enloe, J. Ann Tickner, Christine Sylvester; innerhalb der deutschsprachigen Internationalen Beziehungen Uta Ruppert.

## Frühe feministische Perspektiven auf die IB
Den frühen Vertreterinnen feministischer IB ging es in erster Linie darum, Frauensperspektiven auf Internationale Politik sichtbar zu machen und die empirische Ausblendung solcher Perspektiven zu überwinden. Ein zentrales Werk dieser Phase ist "Bananas, Beaches and Bases" (1990) von Cynthia Enloe. Enloe untersucht darin, welche Rolle(n) Frauen in der Internationalen Politik spielen – sei es als Sexarbeiterinnen auf Militärbasen oder als Gattinnen von Diplomaten – und wie diese Rollen zur Stabilisierung von Herrschaftsverhältnissen beitragen.
Feministische Kritik am Realismus/Neorealismus setzte sich mit den Grundannahmen und zentralen Begriffen realistischer bzw. neorealistischer IB-Theorie auseinander. So analysierte Ann Tickner für den Realismus Morgenthau'scher Prägung, inwieweit die dort entwickelten Kategorien und Grundannahmen, allen voran diejenige, dass realistische IB-Theorie wissenschaftlich objektiv und neutral sei, und dass Akteure miteinander im Wettstreit stünden, zu einem male bias in der eingenommenen analytischen Perspektive auf das internationale System führe. Tickner stellt fest, dass in den Grundannahmen des rationalen Akteurs und des konkurrenzorientierten Akteursverhaltens eine Rationalität festgeschrieben wird, die andere Lebenswelten ausklammert, und die ein Verständnis von Konkurrenz, Kampf, Streit, Tugend und Ehre transportiert, welches tendenziell männlich konnotiert ist. Im Sprechen über die 'menschliche Natur' reproduziere Morgenthau damit letztendlich eine 'männliche Natur'; somit sei sein Akteursbegriff nicht neutral, sondern reduktionistisch. Mit Bezug auf Hannah Arendt reformuliert Tickner Organisationsprinzipien Internationaler Beziehungen auf Basis von Kooperation. Letztendlich schreibt sie feministischen Perspektiven damit wesentliches Potential zu, um eine epistemologisch reichhaltigere Theoriebildung auf den Weg zu bringen.

## Liberal-feministische Perspektiven
Liberal-feministische Perspektiven folgen in ihrem Erkenntnisinteresse den frühen feministischen Arbeiten, indem sie v. a. auf die gleichwertige Repräsentation der Kategorie Geschlecht/Gender in Empirie und Theorie der IB abzielen. Entsprechend befassen sich Vertreterinnen dieser Strömung z. B. aus institutionalistischer oder regimetheoretischer Sicht damit, welche Rolle Frauen als Akteurinnen in internationalen Organisationen oder inter/transnationalen Politikprozessen haben, wie sie internationale Politik beeinflussen und gestalten, welche Diskriminierungspraxen bestehen und wie sich diese beseitigen lassen. Empirische Forschung untersucht also beispielsweise das UN-System, die UN-Dekade der Frau, einzelne Politikfelder der IB oder Rolle und Erfolge von internationalen Frauen-NGOs wie etwa WEDO. Auf einer stärker kategorialen Ebene fragen liberal-feministische Perspektiven danach, wie sich klassische Begriffe der IB inklusiver formulieren lassen, so beispielsweise angesichts des Sicherheitsbegriffes, der als bloße 'Abwesenheit von physischer Bedrohung' verstanden, aber auch positiv formuliert unter dem Stichwort der 'menschlichen Sicherheit' bspw. auch die Möglichkeit zu arbeiten, Kinder zu erziehen, sich frei zu bewegen oder vor sexualisierter Gewalt geschützt zu sein, einschließt.

## Dritte Debatte und poststrukturalistische Perspektiven
Die 'Dritte Debatte' der IB spielte sich zwischen Vertretern positivistischer bzw. post-positivistischer IB-Theorien ab und hat zentral zur Theoriebildung der konstruktivistischen und poststrukturalistischen (bzw. radikalkonstruktivistischen) Ansätze beigetragen. Feministische IB-Theorie hat sich hier ebenfalls positioniert und Arbeiten aus dem Bereich dekonstruktivistischer feministischer Philosophie für die IB fruchtbar gemacht.

## Institutionalisierung und Rezeption
Im Rahmen der International Studies Association befasst sich der Women’s Caucus mit der Repräsentation von Frauen in den IB. Die deutschsprachige Zeitschrift 'Femina Politica' befasst sich mit feministischen politikwissenschaftlichen Perspektiven; dabei ist auch die Subdisziplin der IB einbezogen. In der angloamerikanischen Forschungslandschaft beschäftigt sich das International Feminist Journal of Politics mit feministischer IB.

## Kritik
Innerhalb der IB sahen und sehen sich feministische Ansätze verschiedenen Kritikpunkten ausgesetzt. Eine 'sympathische' Kritikrichtung besteht darin, feministische Perspektiven nur als übergangsweise notwendige Intervention zu betrachten, die sich aber aufgrund ihres Erfolges bereits selbst obsolet gemacht habe. Eine andere Kritikrichtung zweifelt aufgrund der Positivismuskritik feministischer Ansätze deren Wissenschaftlichkeit insgesamt an.
Aus postkolonial-feministischer Perspektive wird die Kritik geäußert, dass feministische Internationale Beziehungen stark vom westlichen, liberal-individualistischen Feminismus bzw. von queerfeministischen und dekonstruktivistischen Perspektiven geprägt seien. Der Blick auf die 'Dritte-Welt-Frau' sei, so Chandra Talpade Mohanty, gekennzeichnet durch eine Viktimisierung und (stereotype) Essentialisierung, woraus Perspektiven betroffener Frauen nicht nur nicht nachvollziehbar, sondern vielmehr verschleiert werden.

### Feministische IB-Theorie in Einführungswerken der IB
- Barbara Finke: Feministische Ansätze. In: Siegfried Schieder, Manuela Spindler (Hrsg.): Theorien der Internationalen Beziehungen. Budrich, Wiesbaden 2013, ISBN 978-3-8252-2315-1, S. 521–550.
- Jennifer Sterling-Folker: Feminism. In: Jennifer Sterling-Folker (Hrsg.): Making Sense of International Relations Theory. Lynne Rienner Press, Boulder 2013, ISBN 978-1-58826-354-4, S. 263–298.
- J. Ann Tickner, Laura Sjoberg: Feminism. In: Tim Dunne, Milja Kurki, Steve Smith (Hrsg.): International Relations Theories, Discipline and Diversity. Oxford University Press, Oxford 2009, ISBN 978-0-19-870756-1, S. 195–212.
- Cynthia Weber: Gender: is gender a variable? In: Cynthia Weber: International Relations Theories – A Critical Introduction. Routledge, London 2010, ISBN 978-0-415-34208-7, S. 83–105.

### Bücher
- Cynthia Enloe: Bananas, Beaches, and Bases. University of California Press, Los Angeles 1990, ISBN 0-520-27999-9.
- Uta Ruppert: Lokal bewegen, global verhandeln: Internationale Politik und Geschlecht. Campus, Frankfurt / New York 1998, ISBN 3-593-36132-9.
- Laura J. Sheperd: Gender Matters in Global Politics: A Feminist Introduction to International Relations. Routledge, New York und London 2010, ISBN 978-0-415-71521-8.
- Christine Sylvester: Feminist international relations: an unfinished journey. Cambridge University Press, Cambridge 2002, ISBN 0-521-79627-X.
- J. Ann Tickner: Gendering World Politics. Columbia University Press, New York 2001, ISBN 0-231-11367-6.

### Zeitschriftenartikel
- Anna M. Agathangelou, L. H. M. Ling: The House of IR: From Family Power Politics to the Poisies of Worldism. In: International Studies Review. Band 6, Nr. 4, 2004, S. 21–49.
- Heike Brabandt, Birgit Locher, Elisabeth Prügl: Normen, Gender und Politikwandel – Internationale Beziehungen aus der Geschlechterperspektive. In: WeltTrends. Nr. 36, 2002, S. 11–26.
- Ann J. Tickner: Hans Morgenthau’s Principles of Political Realism: A Feminist Reformulation. In: Millennium: Journal of International Studies. Band 17, Nr. 3, 429-440,1988.
- Georgina Waylen: You Still Don’t Understand: Why Troubled Engagements Continue between Feminists and (Critical) IPE. In: Review of International Studies. Band 32, Nr. 1, 2006, S. 145–164, doi:10.1017/S0260210506006966 (englisch).
- Cynthia Weber: Queer International Relations: From Queer to Queer IR. In: International Studies Review. Band 16, 2014, S. 596–622.

### Kritik
- Robert O. Keohane: Beyond dichotomy: Conversations between international relations and feminist theory. In: International Studies Quarterly. Band 42, Nr. 1, 1988, S. 193–197.
- Francis Fukuyama: Women and the evolution of world politics. In: Foreign Affairs. Band 77, Nr. 5, 1998, S. 24–40.
- Chandra Talpade Mohanty: Under Western Eyes. Feminist Scholarship and Colonial Discourses. In: Boundary. 2, Band 12, Nr. 3-Band 13, Nr. 1, 1986, S. 333–358.
- Chandra Talpade Mohanty: “Under Western Eyes” Revisited. Feminist Solidarity through Anticapitalist Struggles (PDF; 202 kB). In: Signs. Journal of Women in Culture and Society. Band 28, Nr. 2, S. 499–535. ISSN 0097-9740